# John Bulkeley Coventry
John Bulkeley Coventry (21 de março de 1724 - 16 de março de 1801), chamado O Exmo. John Bulkeley Coventry-Bulkeley depois de 1764, foi um político britânico, MP por Worcestershire entre 1751 e 1761.
Coventry era o terceiro filho de William Coventry, 5º conde de Coventry.
Coventry foi educado no Winchester College de 1731, e matriculou-se no University College, Oxford em 1740, aos 16 anos.
O irmão mais velho de Coventry, Thomas Henry faleceu antes do seu pai, o 5º Conde. Quando o 5º Conde morreu em 1751, o segundo irmão George, portanto, o sucedeu como 6º Conde, desocupando a sua cadeira como MP para Worcestershire. John foi eleito sem oposição para sucedê-lo.
Ao suceder às propriedades do seu primo James Coventry Bulkeley, ele adoptou o nome adicional Bulkeley em 1764.
Ele morreu em 16 de março de 1801. O seu testamento foi homologado em 27 de março de 1801.